# Drummondville
Drummondville är en stad (kommun av typen ville) och tätort (centre de population) i provinsen Québec i Kanada. Den ligger i regionen Centre-du-Québec, i den sydöstra delen av landet, 250 km öster om huvudstaden Ottawa. Antalet invånare vid folkräkningen 2021 var 79 258 i kommunen och 72 089 i tätorten.